# Johnny van Haeften
Jhr. John Henry (Johnny) van Haeften (Kensington, Londen, 2 juni 1952) is een Britse kunsthandelaar van Nederlandse afkomst. Hij is gespecialiseerd in 17e-eeuwse Nederlandse kunst.
Van Haeften is een telg uit het Nederlandse geslacht Van Haeften en een zoon van jhr. John Francis Henry van Haeften (1909-1975), manager bij een levensverzekeringsmaatschappij en kolonel in Britse dienst, en Barbara Joan Porter-Philips (1913-1992). Hij is getrouwd en heeft een dochter. Na zijn schooltijd op het Eton College begon hij aan zijn professionele loopbaan bij veilinghuis Christie's. Na acht jaar verliet hij in 1977 genoemd veilinghuis. Samen met zijn vrouw begon hij zijn eerste kunstgalerie. Hij is grondlegger en eigenaar van de naar hem genoemde galerie in Londen, de enige Londense galeriehouder die zich in Hollandse en Vlaamse meesters uit de 16e en 17e eeuw heeft gespecialiseerd.
Van Haeften is (mede)oprichter, curator en langjarige deelnemer van The European Fine Art Fair (TEFAF). Hij is bovendien curator van de Dulwich Picture Gallery en was lid van de Jury voor de Export van Kunstwerken, een regeringsinstantie van het Verenigd Koninkrijk voor de waardebepaling van de nationale kunstschatten.

## Artikelen
- Bürklin, Heidi, "Een Pleidooi voor de oude Meesters"[3]
- Melikian, Souren, "Schimmen uit het verleden tarten een Londense Handelaar"[4]